# Le Village Motos
Le Village Motos est un ensemble de concessions dédiées à la moto, basé à Orvault (agglomération nantaise, France) et ouvert en septembre 2001.
La holding qui gère le site est également engagée en compétition avec l'écurie Village Motos Nantes.

## Historique
En 1999, Jean-François Macé, ancien entrepreneur, rachète trois magasins de motos : Motorep (concessionnaire Suzuki et Kawasaki) installé au no 57 de la route de Vannes depuis 1972, Nantes Motos (concessionnaire Honda), qui inclut l’enseigne La Centrale motos d’occasion, installée aux no 63-65 de la route de Vannes depuis 1981, et Motorland (concessionnaire Triumph et Ducati), implanté à Rezé depuis 1991.  
Le nouveau propriétaire imagine de rassembler ses différentes enseignes au Forum d’Orvault, rue Louis Blériot, à la jonction entre la route de Vannes et le périphérique nantais. Pour y parvenir, il convainc les marques, qui délivrent les concessions de vente, que l’image de chacune sera respectée.
C’est dans ces circonstances que Jean-François Macé élabore le concept de « Village Motos », qu'il dépose. Zef Enault écrit en 2007, dans la revue Moto journal, que le magasin de la route de Vannes est le concept de village motos « le plus célèbre, le plus grand et le plus abouti », avec plus de 6 000 m2 de surface de vente.   
Le Village Motos est inauguré le 4 septembre 2001. Quatre bâtiments forment un ilot carré au centre du Forum d’Orvault. Un cinquième est construit en 2008, qui abrite un café-restaurant.   
Le Village Motos est organisé sous la forme d’une holding, à la fois propriétaire des bâtiments et exploitant des magasins. En 2012, Jean-François Macé passe la main à son fils, Bertrand. En 2020, à la veille du vingtième anniversaire de son ouverture, 56 personnes travaillent sur le site d’Orvault.   

## Engagement en compétition
Le Village Motos a repris l’écurie créée à l'origine par Motorep. Son pilote phare, Gérard Jolivet, est recordman du nombre d'engagements aux 24 Heures Motos avec 25 participations de 1977 à 2006,. En 2003, l’écurie est rebaptisée Village Motos Nantes et participe à plusieurs compétitions d’endurance d'envergure internationale comme les 24 Heures Motos — avec une 3e place en catégorie Stocksport en 2004 sur Suzuki GSX-R —, le Bol d'or ou Magny-Cours.[réf. souhaitée]